# Kecamatan Rindinmalulu
Kecamatan Rindinmalulu är ett distrikt i Indonesien.   Det ligger i provinsen Nusa Tenggara Timur, i den södra delen av landet, 1 600 km öster om huvudstaden Jakarta. Kecamatan Rindinmalulu ligger på ön Pulau Sumba.